# Base opérationnelle avancée
Pour les articles homonymes, voir FOB.

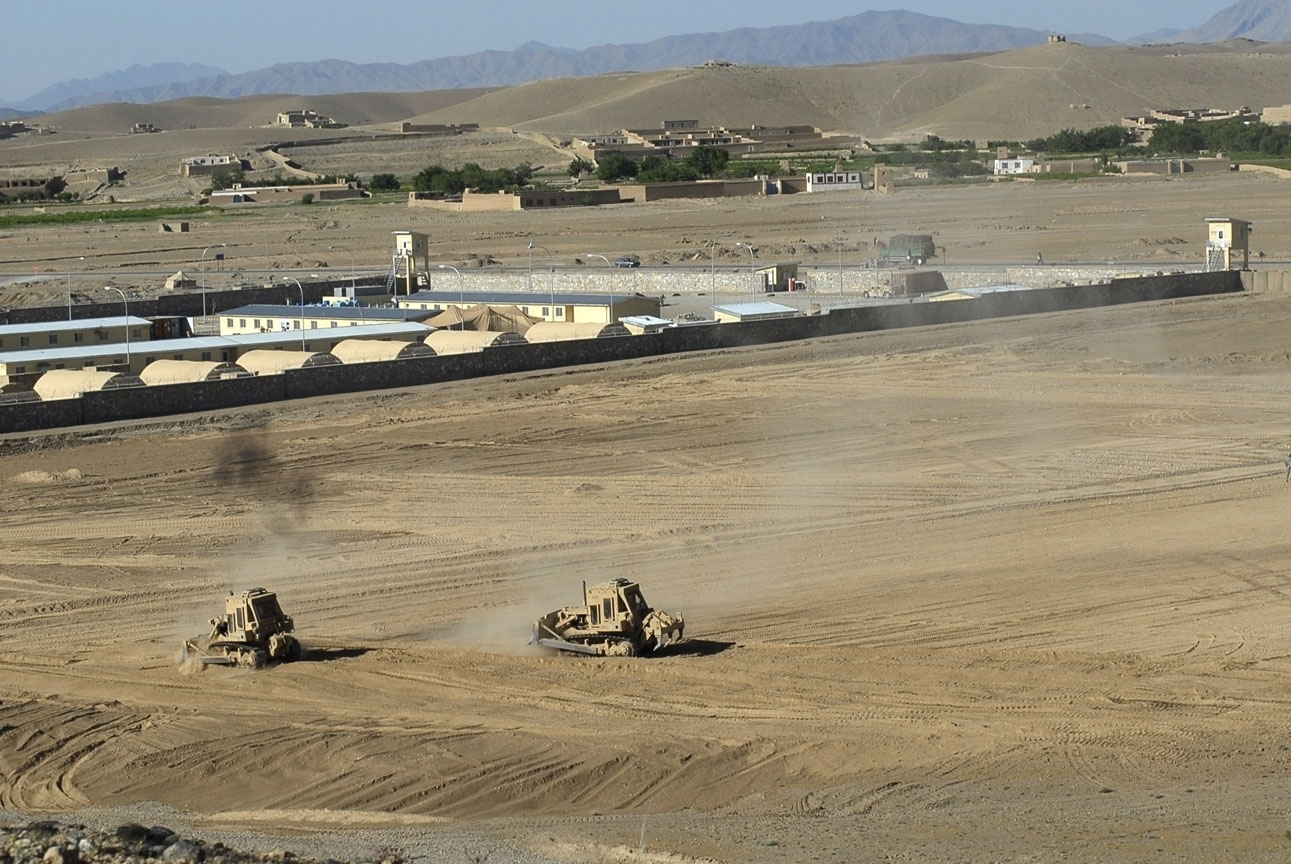
Base opérationnelle avancée de Logar, Afghanistan.

Une base opérationnelle avancée (en anglais « forward operating base » ou FOB) est une base militaire sécurisée et fortifiée, située en avant poste, et qui sert de support aux opérations tactiques. Une base opérationnelle avancée peut contenir ou non un aéroport, un hôpital, ou d'autres installations. Les fortifications peuvent inclure des bunkers, des miradors, des grillages, des murs et/ou des barbelés. Ces bases permettent de réduire le temps de réaction d'une armée et de maintenir sa présence sur un territoire, ainsi des FOB ont été construites lors des opérations de contre-insurrection, comme dans la guerre d'Irak et la guerre d'Afghanistan.